# Хуринлих
Хуринли́х (рос. Хурынлых, чув. Хурăнлăх) — присілок у складі Чебоксарського району Чувашії, Росія. Входить до складу Сарабакасинське сільського поселення.
Населення — 280 осіб (2010; 239 у 2002).
Національний склад:
- чуваші — 99 %